# Aley (district)
Aley is een district in het gouvernement Libanongebergte in Libanon. De hoofdstad is de gelijknamige stad.
Aley heeft een oppervlakte van 264 vierkante kilometer en een bevolkingsaantal van 100.000. Het district telt 14 gemeenten.